# Юрій Коломиєць
Юрій Іванович Коломи́єць (англ. Yuriy Kolomyiets; 6 травня 1930, Коломийці — 2 січня 2017, Чикаго) — український поет  ; член чиказького літературно-мистецького товариства «Моноліту» у 1955—1958 роках, Нью-Йоркської групи, ПЕН-клубу в Україні та Національної спілки письменників України з початку 1990-х років. Лауреат Літературної премії фундації Омеляна та Тетяни Антоновичів за 1984 рік. Брат художника Анатоля Коломийця.

## Біографія
Народився 6 травня 1930 року на хуторі Коломийцях Кобеляцького району Полтавської області (нині Україна). У 1943 році примусово вивезений до Німеччини. Пізніше перебував у таборі для переміщених осіб у Нюрнберзі. З 1947 року — у Бельгії, де працював шахтарем поблизу міста Льєжа. 1952 року у Льєжі закінчив Інженерно-технічний інститут.
У 1952 році переїхав до Сполучених Штатів Америки, де оселився у Чикаго. У 1952—1955 роках у лавах американської армії воював у Кореї. Протягом 1955—1957 років навчався в Чикаго в Іллінойському університеті; у 1957—1964 роках — в Іллінойському технологічному інституті. Працював інженером-конструктором фірм із виготовлення електронної апаратури й механічних спортивних знарядь. Одержав патенти за оригінальний підхід у конструюванні, спрощення та економізацію малих механізмів. У 1970—1972 роках викладав історію України в суботній школі українознавства при церкві святого Володимира.
З 1990 року обіймав посаду заступника голови Об'єднання українських письменників в екзилі «Слово». 1990 року у Києві взяв участь у Всеукраїнському святі поезії «Золотий гомін».
Помер в Чикаго 2 січня 2017 року.

## Творчість
Перший вірш у формі верлібру написав французькою мовою — «Jе mourais plusieurs fois…» («Помирав я не раз…»). Автор публікацій:
- «З нових поезій» // «Сучасність». — 1976. — Частина 5 (185). — С. 9—11;
- «Світ колись буде кращий». Добірка віршів // Літературна Україна. — 1990. — 30 серпня.
- «Кілька штрихів про себе» // «Сучасність». — 1985. — № 12. — С. 11—13
- «Поза традиції» // Антологія української модерної поезії в діаспорі / Упорядник Б. Бойчук. — Київ — Торонто — Едмонтон — Оттава, 1993. — С. 158—169;
- «Вірші» // Півстоліття напівтиші. Антологія поезії Нью-Йоркської групи / Упорядник М. Ревакович. — К.: Факт, 2005. — С. 114—133.

Переклав власні поезії українською мовою, вміщені у журналі «Сучасність», його збірки «Гранчасте сонце» (Нью-Йорк; Чикаго, 1965) та «Білі теми» (Мюнхен, 1983).
Твори поета надруковано виданнями «Координати: антологія сучасної української поезії на Заході» (Нью-Йорк; Мюнхен, 1969, том 2), «Поезія» (Київ, 1990, випуск 2), «Золотий гомін: українська поезія світу» (Київ,1991).
Низку віршів у перекладі Віри Вовк португальською і німецькою мовами подано в антологіях «O Grupo de Nova York: Antologia Lirica» та «New Yorker Dichtergruppe: Antologie der Lyrik» (обидві — Ріо-де-Жанейро, 2008).

## Виноски
1. ↑  За збірку поезій «Білі теми».
2. ↑  За іншими даними в місті Кобеляках[2]
3. ↑  Мав 9 зареєстрованих патентів на малі механізми (перегравачі платівок, магнітофони, калькулятори) і З патенти для фізкультури[3].